# كلاركية خلابة
كلاركية خلابة (الاسم العلمي:Clarkia speciosa) هي نوع من النباتات تتبع جنس الكلاركية من فصيلة الأخدرية.